# 굴화천 (웅촌)
굴화천은 울산광역시 울주군 웅촌면에서 발원하여 북류하다가 곡천천의 지류인 고연천으로 흘러드는 강이다.